# Diocus gobinus
Diocus gobinus is een eenoogkreeftjessoort uit de familie van de Chondracanthidae. De wetenschappelijke naam van de soort is voor het eerst geldig gepubliceerd in 1776 door Müller O.F..